# Bengt Gudmundsson
Bengt Gudmundsson, född 2 november 1804 i Slöinge församling, Hallands län, död där 30 maj 1855, var en svensk bonde och riksdagsman. Han var tvillingbror till Anders Gudmundsson i Berte.
Bengt Gudmundsson var son till bonden Gudmund Olofsson. Han var bonde på faderns hemman i Berte och drev kvarnen där, som senare kom att bli Berte Qvarn. Bengt Gudmundsson var ledamot av bondeståndet för Årstads härad vid riksdagen 1834–1835 och för Hallands mellersta domsaga vid riksdagarna 1840–1841, 1844–1845, 1847–1848, 1850–1851 och 1853–1854. Bengt Gudmundsson var under den tiden ledamot av förstärkta bankoutskottet 1834–1835, av expeditionsutskottet 1835, av statsutskottet 1840–1841 och 1844–1845, av förstärkta allmänna besvärs- och ekonomiutskottet 1841, av konstitutionsutskottet 1845, 1847–1848 och 1850–1851. Därtill var han ordförande i bondeståndets talmansdeputation 1840–1841, ordningsman inom bondeståndet 1840–1841, 1844–1845, 1847–1848 och 1850–1851, ledamot av opinionsnämnden 1840–1841, fullmäktig i Riksbanken 1845–1848 och 1850–1853 och direktör vid Riksbankens lånekontor i Göteborg 1840–1845.